# Abraham Adhanom
Abraham Adhanom,[uttal saknas] född 24 augusti 1977, är en svensk-eritransk friidrottare (långdistans- och terränglöpning), i Sverige tävlande för Eskilstuna FI. Adhanom bytte inför 2018 års säsong namn till Adhanom Abraha. 
Han vann SM-guld både i terränglöpning 4 km och 12 km år 2014. Detta följde han upp genom att vid SM 2015 vinna guld på både 5 000 och 10 000 meter liksom 10 km landsväg, halvmaraton och terränglöpning 12 km.
Vid friidrotts-VM i Doha i oktober 2019 kom Adhanom in på 28:e plats som bäste svensk.

## Personliga rekord
| Utomhus - 5 000 meter – 14:01,48 (Bilbao, Spanien 20 juni 2009) - 10 000 meter – 29:00,88 (Kampala, Uganda maj 2007) - 10 000 meter – 29:21,23 (Karlstad, Sverige 30 augusti 2019) - 10 km landsväg – 28:27 (Jaén, Spanien 16 januari 2010) - 10 km landsväg – 29:02 (Arezzo, Italien 29 maj 2011) - 15 km landsväg – 43:38 (Porto, Portugal 28 juni 2009) - 15 km landsväg – 45:42 (Cuenca, Spanien 5 juni 2010) - Halvmaraton – 1:02:13 (Nanning, Kina 16 oktober 2010) - Maraton – 2:14:44 (Hamburg, Tyskland 28 april 2019) |